# Obsjtina Vărsjets
Obsjtina Vărsjets (bulgariska: Община Вършец) är en kommun i Bulgarien.   Den ligger i regionen Montana, i den västra delen av landet, 60 km norr om huvudstaden Sofia.
Obsjtina Vărsjets delas in i:
- Gorno Ozirovo
- Dolno Ozirovo
- Draganitsa
- Spantjevtsi
- Tjerkaski

Följande samhällen finns i Obsjtina Vărsjets:
- Vărsjets